# Cheung King-lok
Cheung King-lok (chinesisch 張敬樂 / 张敬乐, Pinyin Zhāng Jìnglè, Jyutping Zoeng1 Ging3lok6; * 8. Februar 1991 in Hongkong) ist ein ehemaliger chinesischer Radsportler aus Hongkong, der auf Straße und Bahn aktiv ist. Er war einer der dominierenden Radsportler Asiens ab Beginn der 2010er Jahre.

## Sportliche Laufbahn
2009 wurde Cheung asiatischer Junioren-Meister im Einzelzeitfahren, im Jahr darauf belegte er im Zeitfahren der Elite Platz vier. Bei den Asienspielen 2010 errang er jeweils in Silbermedaille in Einer- und Mannschaftsverfolgung, im Einzelzeitfahren belegte er Platz fünf.
2012 und 2013 wurde Cheung Asienmeister in der Mannschaftsverfolgung sowie chinesischer Vize-Meister im Einzelzeitfahren. Bei den nationalen Straßenmeisterschaften wurde er Zweiter im Einzelzeitfahren und Dritter im Straßenrennen.
Bei den Bahnradsport-Weltmeisterschaften 2014 errang Cheung die Bronzemedaille im Scratch und wurde Fünfter im Punktefahren. 2016 wurde er zweifacher asiatischer Meister im Straßenrennen sowie Einzelzeitfahren. 2018 gewann er gemeinsam mit  Leung Chun-wing beim fünften Lauf des Bahnrad-Weltcups 2017/18 in Minsk das Zweier-Mannschaftsfahren. In der Folge wurde das Duo für das Berliner Sechstagerennen verpflichtet; damit sind die beiden Fahrer die ersten aus Hongkong, die bei dieser Veranstaltung starteten. Im selben Jahr gewann das Duo die Asienmeisterschaft und siegten bei den Asienspielen. Ebenfalls 2018 wurde Cheung King-lok Asienmeister im Einzelzeitfahren auf der Straße. 2019 wurde er mit Leung Ka-yu, Leung Chun-wing und Mow Ching-yin Asienmeister in der Mannschaftsverfolgung. Im Jahr darauf beendete er seine Radsportlaufbahn.

## Erfolge

### Straße
2010
- eine Etappe Tour de Korea

2012
- eine Etappe Tour of Hainan

2013
- Chinesischer Meister – Einzelzeitfahren

2014
- Nationaler Meister – Einzelzeitfahren
- Nationaler Meister – Straßenrennen

2015
- eine Etappe Tour de Banyuwangi Ijen
- Nationaler Meister – Einzelzeitfahren

2016
- Asienmeister – Einzelzeitfahren
- Asienmeister – Straßenrennen
- Nationaler Meister – Einzelzeitfahren
- Nationaler Meister – Straßenrennen

2017
- Asienmeisterschaft – Einzelzeitfahren, Mannschaftszeitfahren

2018
- Asienmeisterschaft – Mannschaftszeitfahren
- Asienmeister – Einzelzeitfahren

2019
- Asienmeisterschaft – Einzelzeitfahren
- Nationaler Meister – Straßenrennen

### Bahn
2010
- Asienspiele – Einerverfolgung, Mannschaftsverfolgung (mit Kwok Ho Ting, Ki Ho Choi und Cheung King Wai)
- Asiatische Radsportmeisterschaften – Mannschaftsverfolgung (mit Wong Kam Po, Ki Ho Choi und Kwok Ho Ting)

2011
- Asiatische Radsportmeisterschaften – Einerverfolgung, Mannschaftsverfolgung (mit Kwok Ho Ting, Ki Ho Choi und Cheung King Wai)

2012
- Asienmeister – Einerverfolgung
- Asiatische Radsportmeisterschaften – Mannschaftsverfolgung (mit Kwok Ho Ting, Ki Ho Choi und Cheung King Wai)

2013
- Ostasienspiele – Einerverfolgung

2014
- Weltmeisterschaft – Scratch
- Asienmeister – Punktefahren, Zweier-Mannschaftsfahren (mit Wing Chun)

2015
- Bahnrad-Weltcup in Cali – Punktefahren

2016
- Asienmeister – Punktefahren
- Asienmeister – Zweier-Mannschaftsfahren (mit Leung Chun-wing)

2018
- Weltcup in Minsk – Zweiermannschaftsfahren (mit Leung Chun-wing)
- Asienmeister – Zweier-Mannschaftsfahren (mit Leung Chun-wing)
- Asienmeisterschaft – Punktefahren
- Asienspielesieger – Zweier-Mannschaftsfahren (mit Leung Chun-wing)
- Asienspiele – Mannschaftsverfolgung (mit Leung Ka-yu, Leung Chun-wing und Mow Ching-yin)
- Nationaler Meister – Omnium

2019
- Nationaler Meister – Einerverfolgung, Mannschaftsverfolgung (mit Mow Ching-ying, Leung Chun-wing und Leung Ka-yu)

2019/20
- Asienmeisterschaft – Mannschaftsverfolgung (mit Leung Ka-yu, Leung Chun-wing und Mow Ching-yin)